# ایست میلینوکت (مین)
ایست میلینوکت(به انگلیسی: East Millinocket) شهری در ایالت مین کشور ایالات متحده آمریکا است که جمعیت آن در سرشماری سال ۲۰۱۰ میلادی، ۱٬۵۶۷ نفر بوده‌است.